# Jane Austen en la cultura popular
La autora Jane Austen, así como sus obras, han sido representadas en distintas formas en la cultura popular.
Jane Austen (16 de diciembre del 1775 – 18 de julio del 1817) fue una novelista británica cuyos comentarios sociales, el uso del estilo indirecto libre y la ironía fueron elementos importantes para convertirla en una de las novelistas más reconocidas e influyes en la literatura inglesa. En la cultura popular, la vida personal de Austen y sus novelas han sido adaptadas en libros ilustrados (desde 1833), dramatizaciones (desde 1895), películas de Hollywood (desde 1940), televisión (desde 1938) y teatro profesional (desde 1901). Estas adaptaciones varían en su fidelidad con respecto a las obras originales.
Asimismo, los libros y guiones que usaron la trama general de las novelas de Austen, pero que cambiaron o modernizaron elementos de la historia se popularizaron a finales del siglo XX. Por ejemplo, Clueless (1995). Esta película escrita por Amy Heckerling es una versión actualizada de Emma. La trama que se llevó a cabo en Beverly Hills se convirtió en un fenómeno cultural tan grande que posteriormente desarrolló su propia serie de televisión. Cabe mencionar que a pesar de que ya transcurrieron dos siglos después de la muerte de Austen, sus obras siguen influenciando a la cultura popular y al cosplay.

## Problemas en las adaptaciones de películas
Robert Irvine, un estudioso británico, escribió que las obras de Austen siguen siendo fuente de trabajo para los cineastas; sin embargo, estos evitan incluir el narrador que usa Austen, por lo tanto no logran hacer verdaderas adaptaciones. Como ya se había mencionado, Austen usa un estilo indirecto libre el cual consiste en que los pensamientos de los personajes son resumidos por un narrador y esto es lo que generalmente no aparece en las películas. Por esta razón, muchos de los expertos en las obras de Austen no les agradó la versión de Sensatez y sentimientos de 1995, dicen que la ausencia del narrador da una importancia excesiva al romanticismo en diversas escenas, algo que Austen no hace. Por esta misma razón, expertos en las obras de Austen aprueban Clueless (1995) ya que el personaje de Cher Horowitz (la mujer equivalente a Emma Woodhouse) narra varias escenas. Hasta ahora, esto se considera la aproximación más cercana al estilo de Austen en el cine.
Irvine comentó que debido a que el cine y los libros son medios diferentes, la mejor forma de resolver este problema es que los cineastas se enfoquen en la fortaleza principal del cine: su aspecto visual, ya que el cine puede representar lo que los libros le piden al lector que imagine. Una imagen común en las películas de Austen es la de mujeres mirando el mundo exterior a través de ventanas o caminando en el campo. La crítica de Julianne Pidduck en su ensayo "Of Windows and Country Walks" argumenta que la imagen de la ventana simboliza la represión de la mujer en la regencia de Inglaterra al encontrarse en una sociedad patriarcal; mientras que la imagen del campo simboliza libertad. La crítica de Mary Favret en su ensayo “Being True to Jane Austen” (2000) dice que el movimiento continuo de las imágenes en las películas sugieren que el cambio siempre es posible en el mundo . En este sentido, Favret elogió las imágenes usadas en la versión de Persuasión (1995) ya que la cámara capturó de forma caleidoscópica los sentimientos romántico-sexuales no expresados de Anne Elliot, incluso cuando Anne (Amanda Root) permanecía quieta y en silencio. Irvine identificó algunas adaptaciones cinematográficas de las obras de Austen en las cuales se usó el físico de los actores para mostrar el interés sexual de los personajes que la escritora solo insinuó. Un ejemplo bastante notorio es una escena de la versión de Orgullo y Prejuicio (1995) en la cual la Srita. Bennet (Jennifer Ehle) muestra interés en el Sr. Darcy (Colin Firth) después de que este se mete a un estanque y sale con la ropa pegada a su cuerpo.
El énfasis en el físico de los actores para expresar emociones junto con la falta de narrador en las películas ha dividido a los críticos. Rebecca Dickson se ha quejado de que en la película de Ang Lee la mujer fuerte y autosuficiente que representa Elinor en Sensatez y Sentimientos se convirtió en una mujer joven que debe aprender a expresar sus emociones. Por otro lado, Penny Gay elogió a esta misma versión de Sensatez y Sentimientos (1995) ya que las experiencias de los personajes fueron representados por sus cuerpos ofreciendo así una versión fílmica sobre las experiencias de las mujeres. Irvine argumenta que el énfasis en el físico de los actores es necesario una vez que se elimina la voz del narrador ya que se usan movimientos, miradas y gestos faciales para expresar emociones; por lo tanto se requirió que todos los personajes fueran físicamente expresivos y transparentes. Cheryl Nixon defendió la precipitada zambullida del Sr. Darcy en el estanque ya que era necesario mostrar al espectador que él era capaz de profundizar la pasión física y emocional, un aspecto clave para que la Srita. Bennet se enamorara de él.
Otro tema relacionado con las adaptaciones de Austen es el género, especialmente la representación de las mujeres. Algunos críticos como Devoney Looser argumentan que al retratar a las mujeres fuertes, inteligentes, socialmente expertas y con una fuerte hermandad, tanto entre hermanas como entre amigas, hace que las películas sean feministas. Otras críticas como las de Kristen Samuelian y Shannon Wooden han argumentado que las películas de Austen son películas "post-feministas" ya que las mujeres primero encuentran el patriarcado antes de vivir felices con los hombres de sus sueños. Asimismo, Wooden dijo que en la versión de 1996 de Emma, Clueless, Sensatez y Sentimientos, y Persuasión usan el ayuno como forma de protesta femenina, pero a diferencia de los libros, en las películas yuxtaponen la comida con discusiones de belleza física, es decir, llevan ideologías del siglo XX: hay una conexión entre no comer y el éxito social y sexual femenino. Otros críticos como Martine Viore han notado que las películas de Austen tienden a satisfacer los deseos femeninos ya que se centran en los cuerpos de los actores vistiéndolos con pantalones y ropa ajustada de manera que estereotipa el cuerpo del hombre. A menudo se observa que las películas de Austen tienden a retratar el cuerpo masculino de tal forma que se asocia con la representación del cuerpo femenino como fuente de placer para el espectador masculino. Irvine describió a las películas de Austen como una fantasía para las mujeres, por ejemplo, el personaje del Sr. Darcy muestra una absoluta necesidad masculina de una mujer.
Un tema importante en las películas de Austen es su relación con la identidad inglesa y británica. En Inglaterra, las películas de Austen son vistas como una "industria del patrimonio", por lo tanto hay una colección superpuesta de ministerios del gobierno, grupos de presión y organizaciones benéficas que buscan preservar el "patrimonio nacional" protegiendo los paisajes y edificios antiguos. Irvine observó que los edificios seleccionados para la preservación tienden a ser fincas, castillos y casas señoriales asociados con la élite, esto señala que la historia de Gran Bretaña es la historia de sus élites. Las películas de Austen que se centran en el esplendor visual de la regencia de Inglaterra son vistas como "películas patrimoniales" que forman parte de la "industria del patrimonio". Antes de 1995, las adaptaciones televisivas de Austen tendían a hacerse con una producción barata, pero la versión de Orgullo y Prejuicio de 1995 fue hecha con una producción cara, se filmó en campos ingleses y Lyme Park se utilizó para que fuera Pemberly; este lugar se convirtió en un punto de referencia para producciones posteriores debido a que fue un gran éxito en la audiencia. Posteriormente, fueron rigurosos para que las películas de Austen fueran visualmente suntuosas y no muy costosas; además, la Fundación Nacional para Lugares de Interés Histórico o Belleza Natural nombró a Lyme Park como la pieza central del sendero de Pemberley, el cual podía ser visitado por los seguidores de Austen (Janeites). Debido a que se considera que las adaptaciones de Austen celebran un cierto ideal de una "Inglaterra eterna", hay una tendencia a ver a las producciones de cine y televisión como producciones implícitamente conservadoras que glorifican a la sociedad ordenada de la regencia de Inglaterra.
Sin embargo, Irvine recomienda no ver las películas de Austen ya que contienen mensajes conservadores. Irvine argumenta que la herencia de la cultura inglesa pertenece a todos y que cualquier grupo, tanto vulnerable como con beneficios han construido una versión "útil" de la historia británica. Por ejemplo, muchas de las películas dan una crítica feminista del patriarcado en el periodo de regencia en Inglaterra. El historiador izquierdista, Edward Neill prefirió la versión de Emma (1996) realizada para el canal ITV ya que la consideró superior al largometraje de Emma (1996) hecho por Miramax. Neill señaló que en la versión de Hollywood no aparecen sirvientes, mientras que en la versión realizada para ITV hay todo un ejército de sirvientes en el fondo realizando tareas realmente absurdas. Asimismo, Neilll notó que no hay pobres en el largometraje de Hollywood, mientras que en la versión televisiva hay gente muriendo de hambre en diversas escenas. Otro detalle del que Roger Sales se percató fue que "las mujeres estaban en ventanas imaginarias", por lo cual sugirió que las propiedades rurales de la nobleza y la aristocracia eran un tipo de "prisiones gentiles" para este género; por otro lado, Irvine argumentó que una afirmación inconsistente es que las películas de Austen son una fantasía conservadora de idilio perdido en una sociedad ordenada. La versión de Mansfield Park (1999) de la directora canadiense, Patricia Rozema le dio a Fanny Price (Frances O'Connor) el diálogo de algunas de las cartas especialmente mordaces de Austen, atacó a Sir Thomas Bertram por ser un tirano ya que tenía a esclavos en su propiedad en Antigua y agregó una escena un tanto lesbiana que no estaba en el libro. En esta se puede ver que Mary Crawford habla elocuentemente con Price acerca de cómo solo las mujeres realmente entienden los placeres que sus cuerpos pueden producir, esta podría ser una insinuación de Crawford hacia Price. Irvine elogió la versión de Mansfield Park de Rozema ya que esta adaptación de Austen pudo usarse como una imagen crítica a la sociedad de la época de la regencia en la cual el poder estaba concentrado en los hombres de clase alta pertenecientes a la iglesia y que poseían esclavos en las plantaciones del Caribe.
Un aspecto particular en las adaptaciones de las películas es que Austen se ha convertido en una forma de "capital cultural" para que uno afirme su superioridad social. En este sentido, Austen se ha convertido en una marca que tiene connotaciones culturales y de atracción masiva. Irvine comentó que por muy doloroso que pueda ser para los profesores de inglés como él, al menos parte de esta atracción masiva que tienen las películas de Austen se deben a una continuidad percibida entre las novelas de la escritora y novelas históricas pulp publicadas por compañías como Silhouette, Harlequin and Mills and Boon. Una queja recurrente hecha por los críticos sobre las películas es el enfoque tan marcado en el noviazgo entre un héroe y una heroína sin importar nada más, esto se ve como abaratar y embrutecer a Austen para una audiencia masiva. No obstante, Irvine se dio cuenta de que cuando Austen estaba con vida, su trabajo se consideraba popular, era visto como de una baja cultura; por tal motivo, las obras fueron incluidas junto con otros libros de "ficción popular" en las bibliotecas de Inglaterra, libros que fueron los orígenes del romance con un final feliz. La idea de que Austen es una escritora de "alta cultura" surgió después y sin duda, para muchos, el atractivo de las películas de Austen es que estas representan una versión culta de los romances típicos o "clichés". Andrew Davies, un productor que se ha dedicado a las adaptaciones de las obras de Austen al cine, ha confesado que existe este romance común en las historias, pero que a él le gusta más introducir escenas atrevidas en los largometrajes. La crítica estadounidense, Dianne F. Sadoff desaprobó los esfuerzos del productor Davies por añadir escenas que él afirma que "Austen no pudo escribir", pero que quería hacerlo. Sadoff no estuvo de acuerdo con la versión de La abadía de Northanger (2007) ya que Davies incluye escenas en las cuales Catherine Moreland se imagina que la secuestran y la someten a sexo sado-masoquista semi-consensuado; tampoco le agradó la versión de Sensatez y sentimiento (2008) debido a que comienza con una escena de seducción que supuestamente sucede hace mucho tiempo atrás en la novela.
Actualmente, el mercado más lucrativo para las películas de Austen es Estados Unidos, no el Reino Unido; esto es testimonio del atractivo de estas adaptaciones. El 3 de agosto de 2007, el estreno de Becoming Jane recaudó al menos $ 1 millón de dólares en su primer fin de semana, una cifra baja comparada con el estreno de Superbad en la semana posterior, esta recaudó $31 millones de dólares en su primer fin de semana. Sin embargo, la actuación de Becoming Jane fue bastante buena a pesar de que se utilizó para una película patrimonial ambientada en la época de la regencia y la protagonizó un elenco mayoritariamente británico y desconocido para el público estadounidense. Becoming Jane estuvo en los cines de Estados Unidos por diez semanas y en ese periodo obtuvo una ganancia de $ 19 millones de dólares. La académica estadounidense, Dianne Sadoff escribió que a los productores de Hollywood le gustan las adaptaciones cinematográficas de Austen ya que las novelas tienen una audiencia previa. Millones de personas han leído las obras de esta escritora, de tal manera que han convertido a las películas de Austen como en algo deseable, en "productos con preventa premier". Además, Sadoff señaló que las películas de Austen son populares en un público femenino desde adolescentes hasta mujeres de mediana edad y no solo atraen a un grupo demográfico limitado. Sadoff escribió que las adaptaciones más recientes de Austen se hicieron para llamar la atención específicamente de mujeres jóvenes. Por ejemplo, la versión de Orgullo y Prejuicio (2005) protagonizada por Keira Knightley representó a una novia bravucona, atractiva y con una ideología post-feminista o Becoming Jane interpretada por Anne Hathaway que representó a Austen como una mujer con carrera moderna que casualmente vivía en la Inglaterra georgiana. Sadoff declara que ambas películas tienen heroínas con "...pocos pechos y escote abultado en la parte de arriba en los vestidos del periodo de regencia", cabello "perfectamente rizado" y un aspecto con "ojos muy abiertos" cuyos objetivos eran excitar a los chicos adolescentes e incitar envidia entre la chicas.
Al menos una parte del atractivo actual de las películas de Austen en los Estados Unidos es que tratan directamente con temas de la clase, algo que los cineastas americanos prefieren evitar. Los americanos les gusta ver a su nación como una meritocracia, sin importar el color de su piel, sexo y nivel socioeconómico, donde todos son iguales con las mismas oportunidades en la vida independientemente de quienes sean, y la sugestion de que algunos americanos tiene desventaja por su raza, sexo y/o ingresos, es dolorosa, ya que indica que la nación no está viviendo conforme sus ideales. Los cineastas americanos tienden a evitar confrontar estos temas de clase social; en contraste con las películas de Austen que se remontan al periodo de regencia en Inglaterra, ya que se encuentran tan lejos en tiempo y distancia que no genera ninguna disconformidad con el tema de clases entre la audiencia americana. Asimismo, en la Gran Bretaña georgiana, los únicos roles posibles para las mujeres en una sociedad educada eran los de esposa y madre, esto significa que las películas pueden retomar crudamente temas como el sexismo en formas que las películas modernas normalmente no hacen. Irvine destaca que los personajes en Clueless están únicamente preocupados por ser "populares", como si no existiera una barrera entre las clases, razas y sexo; en el sur de California (1995), la única barrera aparente era el ser "popular" o no. Por ejemplo, en una escena Cher llama "mexicano" a un criado El Salvadoreño, esto implica que Clueless trata de indicar que existe un tipo de inequidad en la América moderna. Sin embargo, Irvine explica que la audiencia americana no puede apreciar la jerarquía social de Inglaterra georgiana la cual estaba basada en posesión de tierras y herencias al nacer, a diferencia de la versión de Emma (1996) donde la jerarquía se basaba más en el consumo y lujos que son adquiridos con dinero, en pocas palabras una sociedad con similitud a los Estados Unidos moderno.
Una de las pocas películas americanas de Austen en confrontar el tema clases sociales directamente en un contexto moderno fue Metropolitan (1990) dirigida por Whit Stillman, donde un grupo de ricos neoyorquinos con "dinero viejo (utilizado para referirse a las familias que han sido ricas durante mucho tiempo)" hablan abiertamente de cómo Austen pertenece a su "cultura capital" que los separa del vulgar "dinero nuevo". Metropolitan es una adaptación de Mansfield Park, en Nueva York de 1989. Un punto en particular que enfatizó la película de Whit Stillman fue cómo Austen se hizo parte de la cultura capital en 1980 de la elite anglófila de "dinero viejo" de la costa este, esto lo utilizaban para diferenciarse de personas como Donald Trump, con un personaje que cita aprobando el comentario de Lionel Trilling "no gustarle a Jane Austen es ponerse bajo sospecha de [...] falta de crianza". Irvine argumentó que Austen ofrece un atractivo particular a los conservadores estadounidenses en el sentido de que el tipo de sociedad ordenada que solían admirar abiertamente era la del Sur hasta 1865, ahora es racialmente inaceptable admirarla dado que la economía sureña antes de la guerra se basaba en la esclavitud. Irvine destaca que tanto el libro (1935) como la película (1939) Lo que el viento se llevó fueron extremadamente populares durante ese tiempo, pero ahora son controversiales debido a que ambas versiones glorifican una sociedad basada en esclavitud y supremacía de la raza blanca. Lo que el viento se llevó estuvo inspirada en concepto por D. W. Griffith en su película El nacimiento de una nación (1915) la cual, a su vez, estuvo inspirada en la novela extremadamente racista de The Clansman: A Historical Romance of the Ku Klux Klan por Thomas Dixon Jr. Margaret Mitchell, la autora de Lo que el viento se llevó, fue influenciada en gran parte por las novelas de Dixon, en las que se representa de forma errónea la reconstrucción de Estados Unidos como una época de pesadillas donde los negros, que ya no eran esclavos, corrían a violar y matar a las mujeres sin ser castigados; Margaret admite abiertamente que Lo que el viento se llevó no hubiera sido posible sin las obras de Dixon. Irvine destaca que la versión de Orgullo y prejuicio (1940) estrenada por MGM, movió el contexto histórico del Período de Regencia en Inglaterra a la época Victoriana para hacer similitud con Lo que el viento se llevó', por lo que fue catalogada como la épica historia de amor análoga a Lo que el viento se llevó. La esclavitud fue la base económica para las colonias británicas al este de India hasta 1833, sin embargo, no habían esclavos a finales de Inglaterra georgiana (Lord Justice Mansfield declaró ilegal la esclavitud en el Reino Unido en 1772) haciendo que el Período de Regencia en Inglaterra fuera más aceptable como un orden social y nostálgico en la América moderna. Irvine indica que "uno no debe ser muy rápido en adjudicar el éxito de las adaptaciones de Austen en Estados Unidos a un factor implícito de racismo anglófilo". Irvine argumenta que el éxito de Austen en América pudo deberse a la forma en la que presenta un "capital cultural" a aquellas personas que estuvieron y están dispuestas a leer sus novelas, así como la nostalgia percibida por tiempos que fueron mejores y más sencillos durante el Período de Regencia en Inglaterra.

## Austen en Asia
Generalmente, Austen es popular en toda Asia, no solo en el sur del continente.

### India, Pakistán y Bangladés
El atractivo mundial de Austen se puede ver en que usualmente Bollywood produce versiones de sus novelas, pero estas son restablecidas en la India moderna y ajustadas al estilo de las películas indias en las cuales se prohíben besos y siempre incluyen una cantidad de números musicales sin importar la conexión con la trama. Los libros de Austen a menudo cuentan con padres que escogen a las parejas de sus hijos, lo que le da a sus historias una resonancia particular en la India ya que, actualmente, la mayoría de los matrimonios todavía están arreglados. La colonia británica de la India fue gobernada por la Compañía de las Indias Orientales hasta 1858 y posteriormente como colonia de la corona de 1858 a 1947, la cual llegó a incluir toda la India moderna, Pakistán y Bangladés. El inglés como disciplina académica comenzó en la India en el siglo XIX cuando los funcionarios británicos del Raj se propusieron enseñar inglés a sus súbditos indios. Como resultado, desde el Raj hasta el presente, cualquier indio, pakistaní y bangladesí de clase media está familiarizado con los libros de Austen, esto le dio a sus obras el tipo de atractivo del "capital cultural" en la India moderna, Pakistán y Bangladés, algo similar a los Estados Unidos. Las historias de Austen que presentan "matrimonios de amor", como la heroína que se casa con un hombre del que se enamora y obtienen la aprobación de sus padres, son muy populares entre mujeres de familias indias de clase media, de la cuales la gran mayoría están destinados a matrimonios arreglados por sus padres con hombres que generalmente no conocen. En la India, Sensatez y sentimientos se convirtió en la película número 2000 en lengua Tamil la cual se llamó Kandukondain Kandukondain y en el 2014 se adaptó en una telenovela en hindi llamada Kumkum Bhagya; en el 2010 el largometraje Aisha se estrenó como una adaptación de Emma y en 2004 la película Bride and Prejudice fue la adaptación de Orgullo y prejuicio. En Bride and Prejudice, Elizabeth Bennet se convierte en Lalita Bakshi (Aishwarya Rai), la hija de un grande sij que vive en una mansión en decadencia dejada por el Raj en Amritsar; el Sr. Darcy es un multimillonario estadounidense que visita el Punjab para asistir a una boda; El Sr. Bingley se convierte en el Sr. Balraj, un abogado indo-británico de segunda generación que ha venido al Punjab en busca de una mujer sij tradicional para casarse; el teniente Wickham se convierte en Johnny Wickham, un mochilero británico que busca la "verdadera India"; y el Sr. Collins se convierte en el Sr. Kholi, un sij mojigato que ha hecho una fortuna en Silicon Valley.
El mercado más grande para los libros de Austen es India y Pakistán donde hay temas relevantes para ambos países como "casarse" con mujeres jóvenes para liberar a las familias de la carga de su apoyo, la importancia de la familia como unidad social, el dote como un factor en las negociaciones matrimoniales y las leyes de herencia que favorecen a los hombres. Tanto India como Pakistán tienen grandes sociedades de fanáticos de Austen que realizan eventos de hospedaje para "Jovial Janeites" (fanáticos jóvenes de Jane Austen) en los cuales presentan "fiestas de té austeras", así como "chai y parloteo". Laaleen Khan, fundador de la Sociedad Jane Austen de Pakistán, le dijo a The Economist que Austen es importante en esta área porque la sociedad del sur de Asia está llena de "tías desaprobadas como Lady Catherine de Bourgh, apuestos Wickhams and Willoughbys, señoras pretenciosas como la Sra. Eltons y otros tan santos como el Sr. Collins".

### Japón
Austen no era conocida en Japón hasta que la Restauración de Meiji en 1867 dejó que el occidente influenciara al país oriental, e incluso entonces, Austen fue ignorada en gran medida. Los traductores japoneses preferían las historias de aventuras de Occidente ya que encajaban mejor con las historias de samurái, que eran las novelas más populares en Meiji, Japón. En las conferencias del estudioso griego/ irlandés Lafcadio Hearn, primer erudito occidental en enseñar en Japón, advirtió a sus estudiantes japoneses que no les gustaría Austen ya que el tipo de violencia normal en las historias de samurái estaba completamente ausente en las novelas de la escritora. El primer crítico japonés que destacó a Austen fue el influyente escritor Natsume Sōseki, quien en su libro de 1907 Una teoría de la literatura argumentó que: "Cualquiera que no sea capaz de apreciar a Austen será incapaz de comprender la belleza del realismo". Sōseki, quien hablaba inglés con fluidez, vivió en Londres desde 1900 hasta 1903 donde descubrió por primera vez a Austen, él consideraba que Austen había logrado su ideal de sokuten kyoshi (literalmente es "sigue al cielo, olvidate del yo"), el cual significa que un autor debe seguir sus instintos y escribir historias sin incluir rastros de su propia personalidad. En el momento de su muerte (1916), Sōseki estaba escribiendo una novela titulada Meian (Luz y orscuridad), la cual acontecía en la era Taishō de Japón, pero estaba basada en Orgullo y prejuicio. A diferencia de Orgullo y prejuicio, la pareja conformada por Tsuda and O-Nobu ya estaban casados desde el inicio de la novela, Sōseki remonta cómo el orgullo y los prejuicios orillan a la separación del matrimonio en lugar de ser obstáculos a superar como en la historia de Austen, el Sr. Darcy los ocupó para cortejar a Elizabeth Bennet. Sōseki, siguiendo a Austen, usó la vida cotidiana y conversaciones aparentemente banales para rastrear cómo el orgullo mutuo de Tsuda y O-Nobu los aparta a pesar de que ambos se aman.
El primer libro de Austen en ser traducido al japonés fue Orgullo y prejuicio en 1926 gracias a la colaboración de Nogami Toyoichirō y de su esposa Nogami Yaeko. A Nogami Yaeko le gustaba tanto Austen que publicó una novela en 1928 titulada Machiko, en esta obra ambientada en la era Taishō de Japón aparece la heroína Machiko, una mujer inspirada en Elizabeth Bennet. La novela también presenta a un hombre radical parecido a Wickham llamado Seki que castiga el orden social impuesto por los kokutai y con el que Machiko casi se casa hasta que descubre que Seki se ve con su amiga Yoneko mientras este la cortejaba. El héroe del libro es Kawai, un arqueólogo y rico heredero del Grupo Financiero Kawai, quien busca decididamente a Machiko a pesar de que esta lo rechaza varias veces tanto por motivos sociales como políticos. Finalmente se demuestra digno de ella cuando rechaza su fortuna con tal de ayudar a los trabajadores empobrecidos y en huelga pertenecientes a una fábrica que su familia le debe. A diferencia de Orgullo y prejuicio donde la guerra con Francia solo existe de fondo, Machiko debe de lidiar directamente con la confusión de la era Taishō Japón donde los ataques eran frecuentes; muchos intelectuales jóvenes cuestionaban el kokutai y admiraban la Revolución Rusa, por tal motivo la policía emprendió una vigorosa campaña contra los acusados de "crímenes de pensamiento". En 1925, la Dieta Imperial aprobó la ley de la preservación de la paz que convirtió en un crimen el acto de pensar sobre "alterar el kokutai"; los pensamientos específicos que se hicieron ilegales fueron el republicanismo, el pacifismo y la defensa del fin de la propiedad privada. Aquellos que tuvieran esta clase de pensamientos prohibidos y fueran encontrados por la policía debían de cumplir largas condenas de prisión y fueron sometidos a Tenkō ("cambio de dirección"), un proceso de lavado de cerebro en el cual los activistas de izquierda fueron obligados a adorar al Emperador como un dios viviente. Machiko se publicó en un momento en donde la censura era mucho menos estricta en Japón, no obstante, la historia se desarrolla en medio de estas luchas ya que Machiko y sus compañeros activistas tienen que evitar constantemente a la policía. Al mismo tiempo, Nogami atacó la doble moral de los varones radicales que predicaban la justicia para las masas, pero se negaron a tratar a las mujeres como iguales, ya que consideraban que el deber de las mujeres radicales era ser sus compañeras de cama y nada más. En Orgullo y prejuicio, debido a que Wickham ahora es parte de la familia por casarse con Lydia Bennet, Elizabeth Bennet se comporta de manera civilizada con él; por otro lado, en Machiko, Machiko repudia a Seki directamente diciendo que su deshonestidad y desprecio por las mujeres lo hacen indigno de ella.
Austen perdió popularidad en Japón durante el periodo militarista a principios de la era Showa (1931-1945) cuando en el país prevaleció un estado de ánimo xenófobo y ultranacionalista, por lo que el gobierno desalentó a la gente a leer libros extranjeros. Sin embargo, en el periodo de ocupación estadounidense (1945-52) casi todos los libros de Austen fueron traducidos al japonés, excepto Mansfield Park (este fue traducido hasta 1978), por tal motivo las obras de Austen comenzaron a ser bastante enseñadas en las escuelas secundarias japonesas. La traducción de Sense and Sensibility en 1947, seguida de la traducción de Orgullo y prejuicio en 1950, fueronn publicadas por la prestigosa editorial Iwanami Shoten, en donde ambos libres se vendieron muy bien. Austen se volvió una figura respetable en Japón debido al éxito de las publicaciones de Sensatez y sentimientos y Orgullo y prejuicio por Iwanami. En el ensayo "La sonrisa de orgullo y prejuicio" (1963), Yamamoto Kenkichi criticó a la literatura japonesa por ser abiertamente solemne y alabó a Austen por su "naturalidad", lo que lo llevó a concluir: "La manera en que ella se ríe de Collins, Wickham, la Sra. Bennet, Lady Catherine, unos personajes secundarios. Se observan con cierta malicia, sin duda, pero de una manera agradable, traviesa e irreverente que finalmente otorga la salvación incluso a estos necios". Austen ha sido considerada como una escritora importante en Japón desde 1950 y en el 2007 se fundó la Sociedad Jane Austen de Japón para proporcionar un espacio a los fanáticos de la escritora (Janeites) . En el 2015-2016, en Japón se publicaron mangas de las novelas Orgullo y prejuicio, Emma, y Sensatez y sentimientos.
Un escritora japonesa muy influenciada por Austen fue Yumiko Kurahashi. En su novela Yume no ukihashi (El puente de los sueños) (1971) la heroína es Keiko, una estudiante de posgrado que trabaja en su tesis sobre los libros de Austen, esto muestra un interés paralelo a la de la autora. Se considera que Yume no ukihashi es en muchos sentidos un restablecimiento de las novelas de Austen en el Japón moderno. Sin embargo, el clímax de la novela es cuando Keiko descubre que los padres de su novio Kōichi y sus padres han estado involucrados sexualmente durante muchos años, por lo tanto, Kōichi podría ser su hermano; el desenlace de esta historia no se parece a alguno que Austen haya usado. El erúdito japonés Ebine Hiroshi describe a Yume no ukihashi como una fusión de las novelas de Austen y con la fascinación con romper tabúes sexuales como el incesto, un tema característico de la literatura japonesa. Aunque Keiko está casada con alguien más e incluso después de saber que Kōichi probablemente es su hermano, ella no renuncia a él ya que sus almas su fusionaron al cruzar el "puente de los sueños" hacia el "otro lado del mundo", esto la lleva a tomar la decisión de entablar una relación en la que participan Keiko, su esposo, Kōichi y su esposa (ménage à quatre). La novela termina cuando Keiko conoce a Kōichi en Kyoto mientras su esposo la llama para decirle que está pasando la noche con la esposa de Kōichi. Hiroshi escribió que la autora de Yume no ukihashi creó una heroína parecida a las de Austen ya que Keiko tiene una naturaleza y dignidad tranquila que oculta su lado apasionado y romántico; no obstante, el libro tiene un elemento exclusivamente japonés, el místico "otro lado", un mundo sobrenatural de poder, misterio y pavor.

### Turquía
Austen se introdujo por primera vez en Turquía debido a las llamadas "escuelas extranjeras" para extranjeros domiciliados en el Imperio Otomano, sin embargo, a finales del siglo XIX los turcos también podían inscribirse. En un inicio, los turcos solo leían a Austen en inglés; posteriormente, la primera novela en traducirse al turco fue Sensatez y sentimientos o Sağduyu ve Duyarlık, esta se publicó en dos volúmenes, el primero en 1946 y el segundo en 1948. Austen se dio a conocer por primera vez en Turquía a finales de la década de 1960, cuando Nihal Yeğinobalı comenzó a traducir Orgullo y prejuicio o Aşk ve Gurur (Amor y Orgullo) en truco. Las traducciones de Yeğinobalı quitaron mucha de la ironía que Austen usaba, reemplazó el discurso indirecto libre con otros discursos de los personajes e hizo cambios en la trama para hacer que Austen encajara en el estilo de los romances turcos populares. Gracias a las traducciones de Yeğinobalı, Austen era bastante conocida en Turquía. El erudito turco Rana Tekcan escribió que Yeğinobalı no es particularmente fiel a Austen, sin embargo, es difícil traducir las novelas en inglés al turco ya que en turco, el predicado siempre va al final de una oración y esto no aplica para el inglés. Fue hasta el 2006 cuando Hamdi Koç hizo por primera vez una traducción apropiada de Orgullo y prejuicio o Gurur ve Önyargı en turco, él hasta la fecha continúa traduciendo el resto de las novelas de Austen al truco. Gurur ve Önyargı se agotó en su primer año y en 2007 salió una segunda edición del libro, Tekcan usó este fenómeno para argumentar que muchas personas en Turquía querían una traducción adecuada. El estatus actual de Austen en Turquía se puede ver en el sitio web Ekşi Sözlük, en este, varias personas escriben artículos sobre diversos temas. Si se busca Jane Austen en Ekşisözlük aparecen comentarios como "Jane Austen es para aquellos que les avergüenza leer novelas románticas" y "Los personajes que Jane Austen creó viven en personas como mi vecino, él muere por casar a sus hijas con hombres ricos".

### Corea
Austen se tradujo por primera vez al coreano en la administración colonial japonesa, cuando Corea era una colonia japonesa (1905-1945), la justificación fue que Corea estaba irremediablemente atrasada y necesitaba de las reglas japonesas para progresar; por tal motivo, se utilizaron los libros de Austen como un ejemplo de progreso cultural que el país estaba experimentando bajo el dominio japonés. En este periodo, Asia consideraba que los libros escritos por autores occidentales representaban modernidad y progreso; por lo cual, Austen fue presentada en la Corea colonial como símbolo de modernidad, al menos durante el periodo llamado "regla cultural " (1920-37) en el cual el dominio japonés fue más moderado en comparación con períodos anteriores y subsiguientes. El escritor surcoreano, Park Wansuh realizó dos novelas basadas en Orgullo y prejuicio: A Faltering Afternoon (1977) y Pride and Fantasy (1980), ambas se llevan a cabo en la era Yushin de Corea del Sur. En A Faltering Afternoon o Tarde titubeante, tres hermanas de clase media baja que se asemejan a Elizabeth, Jane y Lydia Bennet, encuentran que su única esperanza para tener éxito socioeconómico es casarse con hombres adecuados. A diferencia de Orgullo y prejuicio, dos de las hermanas Ho terminan con una mala relación y solo Ho Malhi, la hermana que se parece a Elizabeth Bennet, termina satisfecha con el hombre que eligió. Hŏ Sŏng, un hombre que alguna vez fue un pequeño empresario exitoso, se parece al Sr. Bennet cuando estos ven a sus hijas buscar el marido ideal; sin embargo, Hŏ Sŏng se suicida el día de la boda de su hija. En Pride and Fantasy u Orgullo y Fantasía, el autor se enfrentó a uno de los temas más dolorosos en Corea del Sur en ese tiempo. Como contexto, la élite de Chinilpa que sirvió a Japón en el periodo colonia, fue la misma élite que gobernó Corea del Sur en 1970. El general Park Chung-hee fue un dictador militar en Corea del Sur de 1961 hasta su asesinato en 1979, él comenzó su carrera como oficial en el ejército de Manchukuo y sirvió con el ejército Kwantung en las campañas para pacificar a Manchukuo. Durante el gobierno de Park, aplicó a su gente los mismos métodos que aprendió en el servicio japonés y en los años 1960 a 1970, Corea del Sur se convirtió en el lugar donde más abusaban de los derechos humanos en el mundo. Pride and Fantasy trata de una relación entre dos hombres, uno de ellos es una versión masculina de Elizabeth Bennet, y el otro se parece al Sr. Darcy. Namsang, el que se parece a la Srita. Bennet, proviene de una familia arruinada por resistirse al gobierno japonés e Hyǒn, el parecido al Sr. Darcy, proviene de una familia de chinilpa que se hizo rica por colaborar con los japoneses.
El personaje de Elizabeth Bennet fue popular en Corea del Sur durante el asfixiante gobierno de General Park debido a su obstinado individualismo y su inconformidad con las normas sociales, una ideología totalmente contraria a lo que planteaba Park. Sin embargo, la académica Park You-Me notó que hubo una cierta generación fanática de Austen, como su madre. Su madre vivió de 1937 a 1947 cuando el estado japonés trató de erradicar el idioma y la cultura coreanos, por tal motivo, se movilizó a la sociedad para la guerra total y se forzó a miles de jóvenes coreanas a pertenecer al "cuerpo de mujeres de la comodidad", un grupo que convertía los cuerpos de las mujeres en productos para ser explotados, llevando a una situación donde: "La sospecha de mi madre sobre la autoridad moral de Austen representa la recepción que tenían las lectoras Coreanas de las novelas de esta escritora después de la ocupación japonesa de Corea y la Guerra de Corea". Park escribió que su madre amaba tanto a Austen que siempre consideraba a las novelas como obras de fantasía, las cuales representaban un mundo que nunca había existido y que nunca podría existir, pues el destino de las mujeres era ser explotadas y abusadas. En 2014, la serie de televisión mejor calificada en Corea del Sur era Omangwa Pyungyeon ("Mundo sin ley"), una versión moderna de Orgullo y prejuicio que se llevó a cabo en una fiscalía de Corea del Sur. Omangwa Pyungyeon se emitió desde octubre de 2014 hasta enero de 2015, la trama se centró en una relación entre un nuevo apasionado fiscal y su colega más experimentada y presumida. Más allá de las adaptaciones específicas, muchos críticos han notado que los héroes de las telenovelas coreanas están basados en el Sr. Darcy.

### Irán
En 1990, el escritor iraní Azar Nafisi enseñó secretamente a un grupo de chicas adolescentes las obras a Jane Austen, ellas amaron a la escritora ya que las novelas representaban a mujeres que se enamoraban de hombres dignos de sus afectos, algo que era totalmente diferente en la vida cotidiana de las jóvenes (Austen fue vetada de la República Islámica de Irán debido a que fue considerada como una escritora occidental degenerada). Nafisi señaló que en República Islámica de Irán es legal golpear a las esposas, ahí "el amor esta prohibido, desterrado de la esfera pública" y el sexo es "reprimido violentamente", sus estudiantes se enamoraron de Austen ya que en sus libros se muestran mujeres "rebeldes" que desafiantemente decían "no" a sus "tontas madres", a sus "incompetentes padres" y a la "sociedad rígidamente ortodoxa", y más aún, se podían salir con la suya. Un académico estadounidense recuerda que cuando fue a Radio Times web para hablar sobre Austen, muchas personas asiáticas llamaron al programa . Una de esas llamadas fue de una mujer iraní que vivía en EUA, dijo que había leído a Austen por primera vez después de que su hija adolescente llevara a casa el libro de Sensatez y sentimientos, este la hizo llorar porque no había experimentado nada como eso en su propia cultura, en la cual tener citas está prohibido y los matrimonios están arreglados. Otra llamada fue de una mujer china cuyo primer libro de Austen fue Orgullo y prejuicio, leyó la traducción después de la Revolución Cultural, cuando China aceptó de nuevo a Austen, dijo que nunca había leído algo tan conmovedor y romántico. La mujer china agregó que leer Orgullo y prejuicio le devolvió la esperanza en la humanidad después de haber visto tanta violencia y horror durante la Revolución Cultural en la cual las calles estaban inundadas de sangre humana y muchas vidas fueron arruinadas.

### China
La novelas de Jane Austen fueron desconocidas en China hasta 1917, cuando Wei Yi mencionó a Austen en su libro Breve perfil de famosos novelistas occidentales, en este fue descrita como "una de las célebres novelistas inglesas". Solo muy pocas novelas occidentales fueron traducidas a China durante el siglo XIX, no fue hasta 1898 que Lin Shu tradujo Camille de Alexandre Dumas, la cual se convirtió en un superventas y fue aquí cuando los editores chinos se interesaron por los libros occidentales. Austen se tradujo por primera vez al chino en 1935, cuando dos ediciones de Orgullo y prejuicio se publicaron en Beijing y Shanghái. Después de 1949, Austen perdió popularidad en la República Popular China ya que creían que la autora pertenecía a la burguesía y que sus obras eran frívolas. Durante la época de 1950 gran parte de los libros extranjeros en la República Popular eran traducciones de libros soviéticos, y los libros provenientes del occidente eran únicamente traducido a chino si eran de escritores "revolucionarios" como Lord Byron o si esas lecturas representaban las sociedades occidentales de forma cruda como Charles Dickens; Austen no cumplió con ambos requisitos. En 1956, Austen se tradujo por primera vez en la República Popular cuando Orgullo y prejuicio se publicó en Beijing, con una introducción del traductor explicando cómo la traducción se baso es principios Marxistas debido a que la novela muestra un decline del feudalismo y un crecimiento en el capitalismo de Inglaterra. Para 1965, Dong Hengxun, un académico que condenó a Austen cómo "artísticamente insignificante" en un artículo llamado "La descripción de amor en Orgullo y prejuicio" para el Guangming Daily. Se prohibieron las lecturas de Austen junto con otros autores occidentales en China durante la Revolución Cultural y en 1980, las traducciones de Austen se permitieron a escondidas, ya que Austen oficialmente no tenía lugar en China. El primer académico chino en la República Popular que escribió a favor de Austen fue Zhu Hong, se quejó en su ensayo de 1986 "El orgullo y prejuicio de Jane Austen" para gente común como Austen, la lectura está bien, pero que en académicos su juicio se basaba en una línea de pensamiento y que debía de ser juzgada en términos meramente artísticos. En la época de 1990 la críticas hacia Austen por parte Partido Comunista se detuvieron, y estudiantes en China produjeron sus propias disertaciones de Austen, ya que esta se había vuelto muy popular entre la estudiantes mujeres. En 2011 Zhang Helong, escribió acerca de la "increíble popularidad" de Austen en China moderna. En 2017, en El economista notó que: "... Austen tiene una afinidad particular en la cultura china donde los 'modales importan', algo similar a la Inglaterra Georgiana". Orgullo y prejuicio, se tradujo al chino 50 veces mientras que Sensatez y sentimientos solo se ha traducido 10 veces en esta última década. Para Austen, el héroe ideal es aquel que posee propiedades, así como en China; en esta cultura el hombre ideal es quien tiene una buena educación y que posee tierras. En 2010, Sadoff escribió que el gran atractivo de Austen en Asia asegura el crecimiento de la industria de las películas adaptadas de sus novelas, por lo tanto, es posible que Asia reemplace a EUA con una mayor entrega de películas de Austen.

## Austen en América

### Estados Unidos de América
En el 2003 los Estados Unidos, Austen fue descrita como un objeto de "adoración por fanáticos salvajes y devotos" los cuales tienen convenciones, fiestas e historias alternas basadas en las novelas (fan fiction). Un reportero de la BBC citó a Myretta Robens, una fanática, diciendo: "Hay un anhelo por la elegancia de aquella época. Es un escape". Asimismo, cuando se le preguntó porque tantos estadounidenses escriben fan fictions, Robens contestó: "Francamente, creo que mucha gente quiere más sexo, particularmente entre Elizabeth y Darcy". Laurel Ann Nattress, otra fanática estadounidense explicó el atractivo de los fan fictions de la siguiente manera: "La gente simplemente ama sus personajes y no quieren dejarlos ir". Nattress argumentó que la popularidad de Austen en su país se debe a una fuerte racha anglófila en EUA, diciendo: "Creo que volteamos a ver a nuestra antigua patria en muchos aspectos. Observa el increíble impacto que Downton Abbey ha tenido aquí. Este es un ejemplo perfecto de cómo EUA está fascinado con la cultura británica". Robbens explicó al reportero de la BBC que la mayoría de los lectores de Austen en EUA son mujeres: "Generalmente son las mujeres las que se enamoran de las historias. Es una verdad reconocida universalmente que las mujeres quieren leer sobre relaciones".

Recientemente, el Alt-right o el grupo de derecha alternativa se ha apropiado de Austen, la académica Nicole Wright escribió que el grupo de derecha alternativa está obsesionado con Austen como: "... 1) Símbolo de pureza sexual; 2) Abanderada de la cultura blanca desaparecida y 3) Excepción que confirma la regla de la inferioridad femenina". Wright ha escrito acerca de los líderes del grupo de derecha alternativa que han parafraseado a Austen, por ejemplo Milo Yiannopoulos, no se sabe mucho de este líder, solo que clasificó a Austen como una escritora "Victoriana". En un discurso, Yiannupoulos dijo: "Como novelista Victoriana pudo haber dicho que hay más probabilidad de que una mujer fea sea feminista a comparación de una mujer atractiva". Wright argumenta que el grupo de derecha alternativa utiliza a Austen para tratar de sonar más éticos, ella escribió:
"El grupo de derecha alternativa se normaliza ante los ojos de la gente ya que compara su movimiento con la acogedora Inglaterra de Austen— una autora muy querida con fanáticos de siglos de antigüedad [...] — y no con la pesadilla de Hitler y Goebbels en Alemania. También, con su visión de una Inglaterra mejor y pasada muestra sutilmente la nostalgia de los Brexiters. Por lo tanto, estas referencias orillan a los lectores del alt-right a pensar que quizás los supremacistas blancos no son tan diferentes a comparación de la gente convencional. 
Sin embargo, estos hombres están distorsionando el trabajo de Austen; sus novelas son apenas modelos de un "nacionalismo étnico". En cambio, estas sirven como antídotos contra las estrategias utilizadas por el movimiento de alt-right. Después de todo, las heroínas de Austen llegan a desconfiar de los hombres que seducen a las demás usando fanfarronadas carismáticas y mentiras convenientes. (Anexo A: Willoughby). De hecho, Austen invita a sus lectores a no confiar en autócratas aclamados por el grupo de derecha alternativa: sus personajes femeninos se arrepienten de estar con hombres groseros (como Rushworth en Mansfield Park) que están respaldados por una riqueza heredada que inicialmente deslumbra a quienes los rodean, pero con esto no pueden compensar su asombrosa ignorancia, el desprecio por el decoro y la falta de empatía. Marianne y María aprendieron estas lecciones de vida de una manera difícil, pero finalmente abandonan a los estafadores. Tal vez sea con nosotros y puede que algún día no tengamos que escuchar las 'semi-verdades' que el alt-right reconoce como conocimiento universal".
 La académica estadounidense, Elaine Bander, expresó una molestia considerable acerca de la apropiación de Austen por el alt-right, escribiendo: "Nadie que lea las palabras de Jane Austen con atención y reflexión puede ser alt-right. Todos los fanáticos de Austen (janeites) que conozco son racionales, compasivo, de mentalidad liberal." La periodista estadounidense Jennifer Schuessler informó que esta apropiación de Austen es muy común, citó los comentarios de la estudiante graduada Tracey Hutchings-Goetz ya que esta quedó sorprendida al leer un artículo de Wikipedia de Orgullo y prejuicio el cual describía a la novela como celebración del matrimonio tradicional y los argumentos que se utilizaron para apoyar esta afirmación pertenecían a una revista conservadora católica llamada Crisis, ante esto Tracey le dijo a Schuessler : "Era una versión de la novela que no tenía ningún sentido para nosotros como académicos y estaba respaldada por una fuente completamente no académica".

### América Latina
La autora estadounidense, Amy Elizabeth Smart visitó varios países de América Latina en 2011 para ver cómo se consideraba a Austen en esa parte del mundo. A un inicio, a Smart le preocupaba que una autora británica como Austen no fuera popular en Guatemala, donde la mayoría de la población son indios mayas. Durante su investigación algunos guatemaltecos la criticaron por no haber llevado a su familia con ella, no entendían cómo pudo haber dejado a sus padres en EUA; no obstante, a pesar de las críticas se dio cuenta de que Austen encajaba con los mayas. Smart descubrió que la imagen de la familia unida en el campo inglés que Austen utilizaba se podía comparar con la vida en el campo de los guatemaltecos. Cuando Smart preguntó a sus estudiantes guatemaltecos si la historia de Orgullo y prejuicio puede desarrollarse actualmente en Guatemala, los estudiantes respondieron que sí. Smart se dio cuenta de que los estudiantes guatemaltecos estaban más relacionadas con Orgullo y prejuicio que sus estudiantes estadounidenses y esto es porque en Guatemala las mujeres deben de estar casadas antes de los 20 años, justo como en la época de la regencia en Inglaterra. Por tal motivo, los estudiantes estadounidenses no entendían completamente porqué la vida social de Elizabeth Bennet estaba en riesgo por haber rechazado dos propuestas de matrimonio. Asimismo, los estudiantes guatemaltecos encontraron más cercano el tema de los prejuicios en la época de la regencia en Inglaterra que los estudiantes estadounidenses ya que muchos de los prejuicios hacia los mayas por parte de la élite criolla los relacionan con los problemas que Elizabeth Bennet tuvo para que la aceptara la élite de Hertfordshire. En EUA, algunas discusiones en clase sobre Orgullo y prejuicio no conducían automáticamente al tema del racismo, mientras que en Guatemala los estudiantes siempre tenían en mente el racismo hacia los mayas cuando hablaban de la lucha de la señorita Bennet contra la nobleza y la aristocracia de Hertfordshire. Por otro lado, Smart descubrió que en Paraguay, donde la mayoría de la población son indios Guaranís, muchos miembros de sus clases eran indiferentes a los libros y apenas conocían a Jane Austen. Smart sugirió que la Guerra de la Triple Alianza (1864-1870) que acabó con la mayoría de la población paraguaya dejó una mentalidad sombría en las personas así como una obsesión con la muerte, ideologías en las que Austen simplemente no podía encajar.
En México, Smart preguntó a un grupo local de mujeres de Puerto Vallarta si la trama de Sensatez y sentimientos tenía alguna relevancia actual en México y una mujer le dijo: "No, el libro es realmente relevante...Las cosas de ese entonces en su país son exactamente de la misma manera aquí y ahora. Miren a Willoughby, aprovechándose de las mujeres. Aquí, los hombres hacen eso todo el tiempo. Y Marianne, casándose por el simple hecho de estar casada y no por estar enamorada. Las mujeres, aquí, tienen miedo de estar solteras. Es bastante complicado". Por otra parte, Smart descubrió que los hombres ecuatorianos detestan el carácter del Sr. Darcy, un hombre dijo que Darcy "Es de matarlo a palos", mientras que las mujeres ecuatorianas amaban al personaje, por lo que decían que no merecía que lo golpearan a morir con palos. Los ecuatorianos consideraban a Austen como un escritora de fantasía ya que en el Ecuador actual, la vida en la época de la regencia en Inglaterra sería imposible. Un lector de Orgullo y prejuicio le dijo a Smart que ninguno de los personajes del libro duraría un día en Guayaquil.

## Como personaje

### Películas y televisión
En el 2007, Anne Hathaway interpretó a Austen en Becoming Jane, de Julian Jarrold. Basada en la biografía de la escritora, la película gira en torno a los primeros años de Jane, su desarrollo como escritora y su relación sentimental con Thomas Langlois Lefroy (James McAvoy).
La película para la televisión Miss Austen Regrets, protagonizada por Olivia Williams como Jane Austen, fue estrenada el mismo año. Esta se basó en algunas cartas de Austen que han sobrevivido y se centró en los últimos años de vida de la autora en los que recordaba su vida, amaba y ayudaba a su sobrina favorita, Fanny Knight (Imogen Poots), a encontrar marido.

### Teatro
JANE, el musical, debutó en junio del 2006 en West Midlands, Inglaterra. Es una producción de teatro musical con estilo West End basada en la vida de Jane Austen. El musical dirigido por Geetika Lizardi, se centra en Austen como una heroína moderna, una mujer que eligió el arte y la integridad sobre la seguridad de un matrimonio sin amor.

### Literatura
Austen aparece como una detective aficionada en las series de misterio de Stephanie Barron.
Kate Beaton, una caricaturista del webcomic Hark! A Vagrant, dedicó una de sus historietas a Jane Austen.

### Videojuegos
Jane Austen (interpretada por Eden Riegel) se revela como la narradora de Saints Row IV (2013) en una escena extra y el antagonista Zinyak lee el primer capítulo de Orgullo y prejuicio en una estación de radio del juego. Tanto el protagonista (el líder de los 3rd Street Saints) como el alien antagonista, Zinyak son representados como fanáticos de las obras de Austen. Asimismo, Austen aparece en el DLC de How the Saints Save Christmas y en la expansión independiente Saints Row: Gat out of Hell de Saints Row IV.

## Sensatez y sentimientos(1811)

### Películas y televisión
| Año  | Adaptación                                      | Elinor Dashwood | Marianne Dashwood | Director       | Guionista          | Referencias | Notas |
| ---- | ----------------------------------------------- | --------------- | ----------------- | -------------- | ------------------ | ----------- | ----- |
| 1971 | Sensatez y sentimientos Miniserie de televisión | Joanna David    | Ciaran Madden     | David Giles    | Denis Constanduros |             |       |
| 1981 | Sensatez y sentimientos Miniserie de televisión | Irene Richard   | Tracey Childs     | Rodney Bennett | Alexander Baron    |             |       |
| 1995 | Sensatez y sentimientos Largometraje            | Emma Thompson   | Kate Winslet      | Ang Lee        | Emma Thompson      | [ 91 ]      |       |
| 2008 | Sensatez y sentimientos Miniserie de televisión | Hattie Morahan  | Charity Wakefield | John Alexander | Andrew Davies      | [ 92 ]      |       |

#### Adaptaciones más flexibles
- Kandukondain Kandukondain (2000) es una película de Kollywood (Tamil) ambientada en el presente, está basada en la misma trama. Es protagonizada por Tabu como Sowmya (Elinor Dashwood), Aishwarya Rai como Meenakshi (Marianne Dashwood), con la participación de Ajit como Manohar (Edward Ferrars), Abbas como Srikanth (Willoughby) y Mammootty como el Capitán Bala (Colonel Brandon).
- Material Girls (2006) es una película moderna a cerca de dos personalidades ricas de Hollywood que padecen de desdichas y luchas económicas, la trama está basada en Sense and Sensibility de Jane Austen.[93]
- From Prada to Nada (2011) es una adaptación cuya trama se desarrolla en el presente que trata sobre los mexico-americanos en Los Ángeles.
- Scents and Sensibility (2011) es también una adaptación moderna que sigue la lucha de unas hermanas después de que a su padre lo encarcelan por fraude de inversiones.
- Kumkum Bhagya (2014) es una serie de televisión hindú protagonizada por Sriti Jha y Shabbir Ahluwalia.

#### Teatro profesional
- La adaptación de Kate Hamill al escenario se estrenó en noviembre de 2014 en la compañía de teatro Bedlam de la ciudad de Nueva York.[94] Posteriormente en el 2016 tuvo una duración más larga y fue dirigida por Eric Tucker en la misma compañía de teatro.[95] Hamill interpretó a Marianne Dashwood.[95]

#### Otras referencias
- En Red Dwarf: Back to Earth, Lister trata de leer Sensatez y sentimientos en homenaje a Kochanski, sin embargo, no estaba seguro de la pronunciación del apellido de la escritora así que intentó con "oosten" y "orsten".

## Orgullo y Prejuicio(1813)
Esta sección solamente enumera las adaptaciones de cine, teatro y televisión.
Para adaptaciones literarias, ver: Lista de adaptaciones literarias de Orgullo y prejuicio.

### Películas y televisión
| Año  | Adaptación                                                 | Elizabeth Bennet                       | Fitzwilliam Darcy                       | Director          | Guionista                              | Referencias | Notas                                                      |
| ---- | ---------------------------------------------------------- | -------------------------------------- | --------------------------------------- | ----------------- | -------------------------------------- | ----------- | ---------------------------------------------------------- |
| 1938 | Orgullo y prejuicio                                        | Curigwen Lewis                         | Andrew Osborn                           |                   | Michael Barry                          |             |                                                            |
| 1940 | Orgullo y prejuicio Largometraje                           | Greer Garson                           | Laurence Olivier                        | Robert Z. Leonard | Aldous Huxley Helen Jerome Jane Murfin |             |                                                            |
| 1952 | Orgullo y prejuicio Miniserie de televisión                | Daphne Slater                          | Peter Cushing                           | Campbell Logan    | Cedric Wallis                          |             |                                                            |
| 1957 | Orgoglio e pregiudizio Miniserie de televisión             | Virna Lisi                             | Franco Volpi                            | Daniele D'Anza    | Edoardo Anton                          |             | Adaptación en italiano.                                    |
| 1958 | Orgullo y prejuicio Miniserie de televisión                | Jane Downs                             | Alan Badel                              |                   | Cedric Wallis                          |             | Se cree que esta serie se perdió ya que no existen copias. |
| 1961 | De vier dochters Bennet Miniserie de televisión            | Lies Franken                           | Ramses Shaffy                           |                   | Cedric Wallis Lo van Hensbergen        |             | Adaptación en holandés.                                    |
| 1967 | Orgullo y prejuicio Miniserie de televisión                | Celia Bannerman                        | Lewis Fiander                           | Joan Craft        | Nemone Lethbridge                      |             |                                                            |
| 1980 | Orgullo y prejuicio Miniserie de televisión                | Elizabeth Garvie                       | David Rintoul                           | Cyril Coke        | Fay Weldon                             |             |                                                            |
| 1995 | Orgullo y prejuicio Miniserie de televisión                | Jennifer Ehle                          | Colin Firth                             | Simon Langton     | Andrew Davies                          |             |                                                            |
| 2004 | Bride & Prejudice Largometraje                             | Aishwarya Rai Bachchan (Lalita Bakshi) | Martin Henderson (William "Will" Darcy) | Gurinder Chadha   | Gurinder Chadha Paul Mayeda Berges     |             |                                                            |
| 2005 | Orgullo y prejuicio Largometraje                           | Keira Knightley                        | Matthew Macfadyen                       | Joe Wright        | Deborah Moggach                        |             |                                                            |
| 2016 | Unleashing Mr. Darcy Película original de Hallmark Channel | Cindy Busbyy                           | Ryan Paevey                             | David Winning     | Teri Wilson                            |             | [ 96 ]                                                     |

#### Adaptaciones más flexibles
- "Furst Impressions" (1995), un episodio de la serie televisiva para niños Wishbone, está basado en Orgullo y prejuicio. Wishbone interpreta al Sr. Darcy.
- En 1997, el episodio "Beyond a Joke" de la comedia de ciencia ficción, Red Dwarf aparece cómo la tripulación de la nave espacial se relaja en una versión de realidad virtual de "La tierra de orgullo y prejuicio" en "El mundo de Jane Austen".
- Bridget Jones's Diary (2001) comparte elementos principales de la trama de Orgullo y prejuicio y el personaje, Mark Darcy (interpretado por Colin Firth quien también interpretó al Sr. Darcy en la película Orgullo y prejuicio en 1995) se le nombró de esa manera en homenaje al personaje original.
- Pride & Prejudice: A Latter-Day Comedy (2003) es una adaptación independiente sobre mormones en Utah.[97][98]
- Lost in Austen (2008) es una serie británica de fantasía que se divide en cuatro partes, en la cual Amanda Price (Jemima Rooper), una fanática de Austen cambia de lugar con Elizabeth Bennet. Gemma Arterton protagoniza a Elizabeth y Elliot Cowan interpreta a Darcy.
- En 2008, una miniserie israelí dividida en seis partes ubica la trama en Galilea con el Sr. Darcy siendo un hombre bien pagado que trabaja en la industria de la tecnología.[99]
- The Lizzie Bennet Diaries (2012–2013) es una adaptación de YouTube ganadora de un Emmy en la que Lizzie Bennet (Ashley Clements) explica su vida junto a sus hermanas Jane Bennet (Laura Spencer) y Lydia Bennet (Mary Kate Wiles) y junto a su amiga Charlotte Lu (Julia Cho) a través de un video blog.[100][101]
- Death Comes to Pemberley (2013) es un drama televisivo de misterio dividido en tres partes basado en la novela homónima. Anna Maxwell Martin protagoniza a Elizabeth Darcy, Matthew Rhys protagoniza a Fitzwilliam Darcy, Jenna Coleman interpreta a Lydia Wickham y Matthew Goode interpreta a George Wickham.
- Pride and Prejudice and Zombies (2016), es una película basada en la novela homónima en la que Lily James es Elizabeth Bennet, Sam Riley es Fitzwilliam Darcy, Bella Heathcote es Jane Bennet, Douglas Booth es Charles Bingley y Charles Dance es el Sr. Bennet.
- Eligible (2017) es un superventas escrito por Curtis Sittenfeld que será adaptado a una serie televisiva por ABC. Este sigue a Lizzie ya que está atrapada en los dramas familiares de su ciudad natal Cincinnati, Ohio

#### Otras referencias
- En el episodio "The Day the Earth Stood Stupid" de Futurama, Fry sigue al líder de "los engendros del cerebro" en varios libros, incluyendo a Orgullo y prejuicio. En este capítulo, Fry fue a un baile donde el cerebro es presentado como el soltero más conveniente.
- En el episodio "The Caretaker" de Doctor Who, se puede ver que Clara Oswald enseña la novela a sus alumnos y debaten los detalles biográficos de Austen con el duodécimo doctor viajero del tiempo. En episodios posteriores ("The Magician's Apprentice" y "Face the Raven") se insinúa un encuentro romántico entre Clara y Austen.

### Teatro profesional
- "The Bennets: una obra sin argumento, es una adaptación de la novela 'Pride and Prejudice' " de Jane Austen, por Rosina Filippi (1901)
- Orgullo y prejuicio (1935) es una obra teatral de Helen Jerome en Broadway y la base de la película de 1940.
- First Impressions (1959) es la versión musical de Pride and Prejudice en Broadway.
- Orgullo y prejuicio es una obra teatral de Jon Jory.
- Orgullo y prejuicio(1995) es un musical de Bernard J. Taylor.
- I Love You Because es un musical ambientado en la era moderna de Nueva York.
- La adaptación de Kate Hamill se estrenó en Hudson Valley Shakespeare Festival en el 2017.[102] La obra se situó en las etapas iniciales de Manhattan en donde Hamill y su marido interpretan los papeles principales de Elizabeth Bennet y Sr. Darcy.[103]

## El parque de Mansfield(1814)

### Film and television
| Año  | Adaptación                             | Fanny Price         | Edmund Bertram   | Director          | Guionista       | Referencias | Notas |
| ---- | -------------------------------------- | ------------------- | ---------------- | ----------------- | --------------- | ----------- | ----- |
| 1983 | Mansfield Park Miniserie de televisión | Sylvestra Le Touzel | Nicholas Farrell | David Giles       | Kenneth Taylor  |             |       |
| 1999 | Mansfield Park Largometraje            | Frances O'Connor    | Jonny Lee Miller | Patricia Rozema   | Patricia Rozema |             |       |
| 2007 | Mansfield Park Película de televisión  | Billie Piper        | Blake Ritson     | Iain B. MacDonald | Maggie Wadey    |             |       |

#### Adaptaciones más flexibles
- Metropolitan (1990), dirigida por Whit Stillman, fue una adaptación libre[cita requerida] que se desarrolló en una época moderna en Manhattan y Long Island. (Jane Austen también se menciona a lo largo de la película).
- From Mansfield With Love (2014) es una adaptación de Mansfield Park a un Blog de YouTube realizada por Foot in the Door Theatre. Esta cuenta la historia de Frankie Price, una empleada moderna de Mansfield Park Hotel que se comunica con su hermano a través de videos ya que este es miembro de la Marina. La serie comenzó en diciembre de 2014 y finalizó en noviembre de 2015.

### Teatro
- Mansfield Park (2011) es una ópera de cámara de Jonathan Dove, con libreto escrito por Alasdair Middleton. Esta ópera fue estrenada por Heritage Opera el 30 de julio y terminó 15 de agosto de 2011.[104]
- Mansfield Park (2012) es una adaptación teatral de Tim Luscombe que fue producida por Theatre Royal, Bury St Edmunds. Se realizó una gira por el Reino Unido del 2012 al 2013[105] Más tarde la obra fue publicada por Oberon Books (ISBN 978-1-84943-484-3).

## Emma(1815)

### Películas y televisión
| Año  | Adaptación                   | Emma Woodhouse  | George Knightley | Director          | Guionista          | Referencias | Notas |
| ---- | ---------------------------- | --------------- | ---------------- | ----------------- | ------------------ | ----------- | ----- |
| 1948 | Emma Largometraje            | Judy Campbell   | Ralph Michael    | Michael Barry     | Judy Campbell      |             |       |
| 1960 | Emma Miniserie de televisión | Diana Fairfax   | Paul Daneman     | Campbell Logan    | Vincent Tilsley    |             |       |
| 1972 | Emma Miniserie de televisión | Doran Godwin    | John Carson      | John Glenister    | Denis Constanduros |             |       |
| 1996 | Emma Largometraje            | Gwyneth Paltrow | Jeremy Northam   | Douglas McGrath   | Douglas McGrath    |             |       |
| 1996 | Emma Película de televisión  | Kate Beckinsale | Mark Strong      | Diarmuid Lawrence | Andrew Davies      |             |       |
| 2009 | Emma Miniserie de televisión | Romola Garai    | Jonny Lee Miller | Jim O'Hanlon      | Sandy Welch        |             |       |

#### Adaptaciones más flexibles
- Clueless (1995) es una modernización de la novela que se lleva a cabo en una preparatoria de Beverly Hills. La película fue dirigida por Amy Heckerling y protagonizada por Alicia Silverstone.
- Clueless (1996) es una serie de televisión basada en la película de 1995.
- Aisha (2010) es una película hindú que se lleva a cabo en Delhi. Es una versión moderna Emma, muy similar a Clueless. La película fue dirigida por Rajshree Ojha y protagonizada por Sonam Kapoor.
- Emma Approved (2013–2014) es una adaptación de YouTube ganadora de un Emmy en la que Emma Woodhouse (Joanna Sotomura) es una casamentera que documenta sus aventuras del negocio con su asistente Harriet Smith (Dayeanne Hutton) y su confidente Alex Knightley (Brent Bailey).

## La abadía de Northanger(1817)

### Películas y televisión
| Año  | Adaptación                              | Catherine Morland     | Henry Tilney | Director     | Guionista     | Referencias | Notas |
| ---- | --------------------------------------- | --------------------- | ------------ | ------------ | ------------- | ----------- | ----- |
| 1986 | Northanger Abbey Película de televisión | Katharine Schlesinger | Peter Firth  | Giles Foster | Maggie Wadey  |             |       |
| 2007 | Northanger Abbey Película de televisión | Felicity Jones        | J. J. Feild  | Jon Jones    | Andrew Davies |             |       |

#### Adaptaciones más flexibles
- "Pup Fiction" (1998) es un episodio de la serie Wishbone que está basado en Northanger Abbey. Wishbone interpreta el papel de Henry Tilney y la invitada Amy Acker protagoniza a Catherine Moreland.
- Ruby in Paradise (1993), dirigida por Victor Nuñez como un homenaje.[106]
- Cate Moreland Chronicles https://web.archive.org/web/20180310041214/https://www.catemchronicles.com/. Madeline Thatcher protagoniza a Cate y Dele Opeifa protagoniza a Henry Tilney.

## Persuasión(1817)

### Películas y televisión
| Año  | Adaptación                         | Anne Elliot   | Capt. Frederick Wentworth | Director        | Guionista                      | Referencias | Notas |
| ---- | ---------------------------------- | ------------- | ------------------------- | --------------- | ------------------------------ | ----------- | --- |
| 1960 | Persuasión Miniserie de televisión | Daphne Slater | Paul Daneman              | Campbell Logan  | Barbara Burnham Michael Voysey |             | Se cree que esta serie se perdió ya que no existen copias.                                                   |
| 1971 | Persuasión Miniserie de televisión | Ann Firbank   | Bryan Marshall            | Howard Baker    | Julian Mitchell                |             | |
| 1995 | Persuasión                         | Amanda Root   | Ciarán Hinds              | Roger Michell   | Nick Dear                      |             | Originalmente fue una película para televisión, pero fue lanzada en cines de EUA por Sony Pictures Classics. |
| 2007 | Persuasión Película de televisión  | Sally Hawkins | Rupert Penry-Jones        | Adrian Shergold | Simon Burke                    |             | |

### Adaptaciones más flexibles
- La trama de Helen Fielding en Bridget Jones: The Edge of Reason (2001) está basada en Persuasión.

## Sanditon(1817/1925)

### Películas y televisión
Ninguna

#### Adaptaciones más flexibles
- Welcome To Sanditon (2013) es una modernización inacabada de la novela que se desarrolla en la ciudad ficticia de Sanditon, California. La serie web es un spin-off de The Lizzie Bennet Diaries creada por Hank Green y Bernie Su.

## Lady Susan(1871)

### Películas y televisión
| Año  | Adaptación                     | Lady Susan      | Alicia Johnson | Director      | Guionista     | Referencia | Notas |
| ---- | ------------------------------ | --------------- | -------------- | ------------- | ------------- | ---------- | ----- |
| 2016 | Love & Friendship Largometraje | Kate Beckinsale | Chloë Sevigny  | Whit Stillman | Whit Stillman |            |       |

## Otras referencias
En 1994, el crítico literario estadounidense, Harold Bloom nombró a Austen como una de las mejores escritoras occidentales de todos los tiempos. En una encuesta realizada por el público en el 2002 para determinar a los mejores británicos de la historia, Austen quedó en el lugar 70 en la lista de "los 100 mejores británicos". En el 2003, la novela Orgullo y prejuicio de Austen quedó en segundo lugar de The Big Read, una encuesta nacional para encontrar el "libro más querido de la nación".
En el 2007, el artículo Rejecting Jane escrito por David Lassman, examinó cómo le iría a Austen en la industria editorial moderna. Este llamó la atención mundial ya que las obras de Austen, bajo un pseudónimo, fueron rechazadas por numerosos editores.
Los trabajos de Austen sirvieron de inspiración para realizar el videojuego Regency Love en el 2013, este es una novela visual en la cual el jugador interactúa con la gente del pueblo, amigos, familiares y potenciales pretendientes para encontrar una pareja adecuada. El juego incluye historias inspiradas en el estilo de escritura de Austen, así como preguntas triviales sobre las obras de la famosa autora.
- La película Jane Austen in Manhattan (1980) trata sobre compañías rivales que desean producir una única obra completa de Austen.[117]
- La película The Jane Austen Book Club (2007) es acerca de personas que forman un grupo para debatir sobre Jane Austen. Gran parte del diálogo de la película hace referencia a sus novelas o a su vida personal y está basada en el libro de Karen Joy Fowler.
- La película Austenland (2013) es una comedia romántica basada en la novela de Shannon Hale. Es protagonizada por Keri Russell como Jane Hayes, una joven de treinta y tantos años obsesionada con Jane Austen que viaja a un centro turístico británico llamado Austenland.
- En la comedia de radio llamada Old Harry's Game, Jane Austen es un personaje que está en el infierno y es conocida como una mujer ruda , violenta y mal hablada. Por tal motivo, Satán le tiene miedo y otros pecadores como Hitler la admiran.
- Remnants, es una serie de libros de ciencia ficción en donde existe un grupo llamado "Janes", este grupo imita los principios e ideales de los personajes que aparecen en las novelas de Austen.
- En la serie británica, Blackadder the Third, el Sr. E. Blackadder explica que se dio a sí mismo un pseudónimo femenino cuando escribió un libro ya que otros autores lo estaban haciendo. Por tal motivo, Blackadder argumenta que Jane Austen es en realidad un hombre de Yorkshire con barba. Asimismo, con motivo de broma a que la serie se diera en el Período de Regencia, cada episodio tenía una versión de chiste al título "Sense and Sensibility" ejemplo: "Sense and Senility", "Ink and Incapability".
- El libro de "Kafka's Soup" (2005), una imitación literaria con apariencia de libro de cocina, contiene la receta de huevos de estragón à la Jane Austen.[118]
- En 2010, el tráiler de una película satírica llamada Jane Austen's Fight Club se hizo popular ya que se burlaba de las novelas y de los personajes de Austen. En esta presenta a Elizabeth Bennet dirigiendo una terapia grupal de box sin guantes.[119][120]
- El 19 de julio de 2017, el Banco de Inglaterra dio a conocer oficialmente un nuevo billete de 10 libras esterlinas en la catedral de Winchester, pero causó "indignación" porque el retrato de Austen fue "pintado con aerógrafo".[121] En el mismo billete se colocó una frase que el personaje de Caroline Bingley menciona en Orgullo y prejuicio: "¡Después de todo, declaro que no hay placer como leer!",[122] pero fue hasta septiembre del mismo año que esa nota salió a circulación.[123] La imagen de Austen también aparece en el billete de £5, la cual fue realizada por Graham Short.[124]
- A Austen se le menciona varias veces en el programa de televisión, Doctor Who y tiene una relación más marcada con el personaje, Clara Oswald, una maestra de inglés que viaja en el tiempo con el personaje principal. En el capítulo "The Caretaker" (2014), ella y el Doctor debaten hechos históricos relacionados con Austen, el Doctor le confiesa que lo que sabe de la escritora lo obtuvo de una biografía que había leído anteriormente.[125] En el 2015, se menciona dos veces a Austen en la novena serie, en esta hay referencias de una posible atracción entre Clara y Austen (en la serie se insinúa que Clara es bisexual). En "The Magician's Apprentice", Clara le dice a sus alumnos "Austen es una asomborsa escritora y observadora de cómics y, estrictamente entre nosotros, besa fenomenal".[126][127] Más tarde en la misma serie, en el capítulo "Face the Raven", Clara le dice a un amigo que ella y Austen se engañarían, y al final ella menciona: "La amo. Toma eso como quieras".[128][129] En febrero del 2016, Dollard mencionó en una entrevista que en el capítulo "Face the Raven" iba a aparecer una escena de Jane Austen con Clara, pero al final no la incluyeron.[130]